# Jean-Marie Guillaume
Pour les articles homonymes, voir Guillaume.
 (avril 2013).
Le P. Jean-Marie Guillaume, né le 26 juillet 1939 dans le diocèse de Besançon, est un ancien supérieur général de la Société des Missions Africaines dont le siège se trouve à Rome. La Société a été fondée à Lyon en 1856 par Mgr de Marion Brésillac (1813-1859) dont l'action a été poursuivie par le P. Augustin Planque (1826-1907). 

## Biographie
Jean-Marie Guillaume entre à la Société des missions africaines (SMA) (ou Missions Africaines de Lyon) où il prononce son serment perpétuel le 29 juin 1965. Il est ordonné prêtre le 8 janvier 1966.
Poursuivant des études de lettres, il devient docteur ès lettres de l'université de Strasbourg en 1975.
Il est envoyé comme missionnaire au Togo, puis il devient professeur de théologie biblique au Nigéria au séminaire Saints-Pierre-et-Paul d'Ibadan. Ensuite il est professeur de théologie au séminaire Saint-Cœur-de-Marie d'Anyama en Côte d'Ivoire et enfin professeur à l'université catholique de l'Afrique de l'Ouest située à Abidjan.
Le P. Guillaume est vicaire général de la SMA de 1983 à 1989, puis supérieur de la Province de Strasbourg, de 1995 à 2007. Il est élu vicaire général de la SMA le 8 mai 2007.
Il devient supérieur général des Missions africaines le 14 juillet 2010, succédant à Mgr Kieran O'Reilly, nommé évêque du diocèse de Killaloe en Irlande. Il est remplacé en avril 2013 par le P. Fachtna O'Driscoll.

## Publications
- Luc interprète des anciennes traditions sur la résurrection de Jésus, Lecoffre, J. Gabalda, 1979 (texte remanié d'une thèse de doctorat), 305 pages[2].
- Jésus Christ en son temps : dates, lieux, personnes, dans le Nouveau Testament, Paris, Éditions Médiaspaul, 1997, 206 pages  (ISBN 2-7122-0631-2)[3].
- Saga missionnaire : Société des Missions Africaines, Province de Strasbourg : des fondateurs à nos jours, Strasbourg, Éditions du Signe, 2004 (en collaboration avec Valérie Bisson), 405 pages  (ISBN 2-7468-0945-1)[4].
- Charles Cuenin, 1933-2008 : missionnaire au Togo : l'appel à la mission, Paris, L'Harmattan, 2011, 249 pages  (ISBN 978-2-296-13550-5)[5].